# Discografia de Goldfinger (banda)
A seguir a Discografia da banda Goldfinger

## Álbuns de estúdio
| Ano  | Detalhes do Álbum                                                                               | Melhores posições nas paradas | Melhores posições nas paradas | Melhores posições nas paradas | Certificações |
| Ano  | Detalhes do Álbum                                                                               | US                            | US Indie                      | Heatseekers                   | Certificações |
| ---- | ----------------------------------------------------------------------------------------------- | ----------------------------- | ----------------------------- | ----------------------------- | ------------- |
| 1996 | Goldfinger - Lançado: 1996 - Gravadora: Universal Records - Formato: CD                         | 110                           | —                             | 1                             |               |
| 1996 | Hang-Ups - Lançado: Setembro 23, 1997 - Gravadora: Universal Records - Formato: CD              | 85                            | —                             | —                             |               |
| 1998 | Stomping Ground - Lançado: Março 28, 2000 - Gravadora: Mojo Records - Formato: CD               | 109                           | —                             | —                             |               |
| 2002 | Open Your Eyes - Lançado: Maio 07, 2002 - Gravadora: Mojo Records/Jive Records - Formato: CD    | 139                           | —                             | -                             |               |
| 2005 | Disconnection Notice - Lançado: Fevereiro 15, 2005 - Gravadora: Maverick Records - Formato: CD, | -                             | —                             | —                             |               |
| 2008 | Hello Destiny - Lançado: Abril 22, 2008 - Gravadora: SideOneDummy Records - Formato: CD         | -                             | -                             | -                             |               |

## Álbuns ao vivo
| Ano  | Detalhes do álbum                                                                                      | Melhores posições nas paradas | Melhores posições nas paradas |
| Ano  | Detalhes do álbum                                                                                      | US                            | UK                            |
| ---- | --- | ----------------------------- | ----------------------------- |
| 1999 | Darrin's Coconut Ass: Live from Omaha - Lançado: Setembro 9, 1999 - Gravadora: Universal - Formato: CD | —                             | —                             |
| 2001 | Foot in Mouth - Lançado: 2001 - Gravadora: Self-released - Formato: CD                                 | —                             | —                             |

## Álbuns de compilação
| Ano  | Detalhes do álbum                                                                     | Melhores posições nas paradas | Melhores posições nas paradas |
| Ano  | Detalhes do álbum                                                                     | US                            | UK                            |
| ---- | ------------------------------------------------------------------------------------- | ----------------------------- | ----------------------------- |
| 2005 | The Best of Goldfinger - Lançado: Abril 19, 2005 - Gravadora: Mojo/Jive - Formato: CD | —                             | —                             |

## EP
| Ano  | Detalhes do álbum                                                          | Melhores posições nas paradas | Melhores posições nas paradas |
| Ano  | Detalhes do álbum                                                          | US                            | UK                            |
| ---- | -------------------------------------------------------------------------- | ----------------------------- | ----------------------------- |
| 1996 | Richter - Lançado: Fevereiro 29, 1996 - Gravadora: Universal - Formato: CD | —                             | —                             |
| 1996 | Teen Beef - Lançado: 1996 - Gravadora: Mojo Records - Formato: CD          | —                             | -                             |

## Video
| Ano  | Detalhes do álbum | Melhores posições nas paradas | Melhores posições nas paradas |
| Ano  | Detalhes do álbum | US                            | UK                            |
| ---- | --- | ----------------------------- | ----------------------------- |
| 2004 | Live at the House of Blues (álbum de Goldfinger) - Lançado: Março 23, 2004 - Gravadora: Universal - Formato: CD, DVD | —                             | —                             |

## Singles
- Only a Day
- Here In Your Bedroom
- Mable
- This Lonely Place?
- My Head
- Counting the Days
- 99 Red Balloons
- Open Your Eyes
- Tell Me
- Wasted
- Stalker
- One More Time